# حميط أزغب الأوراق
حميط أزغب الأوراق (الاسم العلمي:Tragia lasiophylla) هو نوع من النباتات يتبع جنس الحميط من الفصيلة الفربيونية.